# Cactusfestival
Het Cactusfestival is een driedaags muziekfestival in de  Belgische stad Brugge, georganiseerd door Cactus Muziekcentrum vzw. Het vindt plaats het tweede weekend van juli, in het Minnewaterpark. De eerste editie van het festival was in 1982 op het Sint-Amandsplein.
Op het plein bevond zich het links-revolutionaire café Cactus, de naam verwees naar de stekelige, maatschappijkritische ingesteldheid van de actiegroep die er zijn stek had. Het festival verhuisde na enkele jaren naar het Minnewaterpark en groeide uit tot een muziekfeest met internationale topgroepen.

## Artiesten op Cactusfestival
1982
External - De Hot Club - Former Blues Band - Gilbert Dewaele/Bart Vandamme - Sperm - Central Heating - The Tunes - Avenue - Thierry Koch - April - Graffiti - Definitivos - Gustaaf De Meersman - Volkstheater - Joost Den Turch - Kriekeljoen - Het Brugs Strijdkoor - Johan Akkermans
1983
Straatorkest Elk Zijn Gedacht – Pico Bello – The Nightshift – The Warm Reception – Chapter Three/G. De Meersman – The Give Buzze Blues Band – Leonardo Alalu / Nachtseite – Q Bic – Ekko – Guy De Simpele – The Shy Guys – Perro – Maxwell Street – Len Lavens – Eric Neels Group
1984
Rockin' Horse – Worthless Penny – Less Dance – Les Arcs – Kinderanimatie – White Line Fever – Swing Job – Concourrock – Paris – St-James – Kasper & Didier – Gri-Gris – Chow-Chow
1985
One For The Road – P.P. Michiels – Straat Te Jater – Mahenka – Brasero 7 – Playbackshow – The Sixties – The Crew – Rockconcours – Midnight Sex – Dogshow – Belçikal – Feso Trombone
1986
Pasklaar – New City Blues Band – Mad'moiselle – The Boy Wonders – Gangsters D'amour – Family Duck – Ale'ya – Inith – Bula Sangoma – One Race
1987
Hideaway - Luddy Samms & The Deliverers - Sweat By Two - The Office - The Soul Sisters - Bronxx - The Butler - Inity - Zingari Felici - Chris Joris – Byard - Lancaster Quintet - Red Palulu - Hasan Band
1988
Jump! Dickie Jump! - Vaya Con Dios - Red Scarf - Little Egypt - The Romans - Blue Blot - Otis Grand & The Dancekings - Big Boatsia - Sourakata Koite & Group - Unisono - Sah'lomon
1989
Sam Cooke Singers - Elisa Waut - Frendz - The Jones - Mannix - Giants Of Jive - The Balham Aligators - Joia - Ayakata - Rai Express - Babylon Fighters
1990
Legal Suffering - Kloot Per W - De Kreuners - Pink Flowers - Les Lolitas - Ze Noiz - Sons Of The Desert - Elliot Murphy - Que Passa - Hamse Boubeker - Dynamita Salsa - Senemali
1991
Paul Landau - Ralph Samantha & The Medicine Men - Jan Dewilde & De Fanfare Van Honger En Dorst - Rhyme Cut Core - B.J. Scott - Blue Blot - The Boondocks - Betty Goes Green - Mickey Jupp - Le Rue - Luka Bloom - Kikula - Mezcal - Bass Dance - Shuffle Demons - Bhundu Boys
1992
Briljant Drumheads - Sonny Landreth - Chris Withley - The Chop Choy Shaggies - Ugly Papas - Tough Tenors Feat. Hans Dulfer - Charles & Les Lulus - Marshall Crenshaw - La Fille D'ernest - Fuzue - Rebirth Brass Band - Mint Juleps - Irakere
1993
Burma Shave - N-Factor - Gil-Scott Heron - Ivan's Land - Dirk Blanchart - Ben Vaughn - Barrence Whitfield & The Saverages - Richard Thompson - Nits - Markabar - Oynak - Margareth Menezes - Stella Chiweshe - African Jazz Pioneers - Ali Hassan Kuban
1994
Stuffed Babies On Wheels - Candy Dulfer & Funky Stuff - Maceo Parker & Roots Revisited Feat. Fred Wesley & Pee Wee Ellis - Soulwax - Eric Ambel & Roscoe's Gang - Gutterball Feat. Steve Wynn - Loudon Wainwright III - Bruce Cockburn & Band - Bob Geldof & The Happy Clubsters - Lebombo - Houria Aichi - Habib Koité & Bamada - Boukman Eksperyans - Skatalites - Hassan Hakmoun & Zahar
1995
Mc 900 Ft. Jesus - Bootsy Collins New Rubber Band - Little Axe & Skip Mcdonald - Bobby Byrd - Michelle Shocked - Tony Joe White - Les Gitans Du Rajahstan - Radio Tarifa - Cheb Mami - Salif Keïta - Lee 'Scratch' Perry - Prophets Of Da City - Flowers For Breakfast
1996
Willy Deville - Ragga Twins - Defunkt - Larry Graham & Graham Central Station - Chico Science & Nação Zumbi - The Walkabouts - Skippies - 16 Horsepower - Bettie Serveert - Gavin Friday - Vershki Da Koreshki - Candido Fabré Y Su Banda - Virginia Mukwesha - Lucky Dube - Ladysmith Black Mambazo - Mose Fan Fan & Somo Somo Ngobila Feat. Sam Mangwana
1997
The Seatsniffers - Joseph Arthur - Loose Diamonds - Jimmy Vaughan - Hoodoo Club - King Chango - Ani Di Franco - Buckshot Lefonque Feat. Branford Marsalis - Soul Coughing - John Cale - Alexander Raitchev Band & Vocal Trio - Abdel Aziz El Mubarak - Alfredo Rodriguez - Israel Vibration & The Roots Radics - Cheikh Lô - The Four Brothers
1998
Delinquent Habits - Dead Man Ray - Andrew Dorff & Band - Mike Scott - DAAU - Alabama 3 - Brooklyn Funk Essentials - Charles & The White Trash European Blues Connection - Bobby Byrd & Band Feat. The King Queens & Special Guest Fred Wesley - Paul Weller & Band - Fanfare Ciocarlia - Mila Na Utamaduni Vs Sally Nyolo - Oliver Mutukudzi & The Black Spirits - Compay Segundo - Marisa Monte E Grupo
1999
Dyzack - Arid - Sophia - Marianne Faithfull & Band - The Wizards Of Ooze - Jurassic 5 - Swell - Chocolate Genius - Kristin Hersh & Band - Soulwax - Rizwan Muazam Qawwali Group - Rachid Taha - Waldemar Bastos - Fenoamby - Zap Mama - Burning Spear
2000
Starflam - Doughty - The Walkabouts - Tindersticks - Moiano - Blackalicious - Postmen - My Morning Jacket - The The - Zita Swoon - Rokia Traoré - Sidestepper - U-Roy & Winward Road Band - Bonga - Thomas Mapfumo & Blacks Unlimited - Ziggy Marley & The Melody Makers
2001
Krewcial - Soulive - Living Colour - Millionaire - Jim White - Mauro - New Wet Kojak - Sandy Dillon - Calexico - Richard Thompson - Andrea Marquee - Orishas - Marc Ribot & Los Cubanos Postizos - Ozomatli - Rachid Taha - Black Uhuru Feat. Sly & Robbie
2002
No Jazz - Bossacucanova Feat. Roberto Menescal - St. Germain - Lemon - Eric Mingus Trio - Zuco 103 - Bill Janovitz - Michael Franti & Spearhead - Bilal - Asian Dub Foundation - Amadou & Mariam - Djoloff - Frederic Galliano & African Divas - Antibalas Afrobeat Orchestra - Sara Tavares - Sam Mangwana & Band
2003
Admiral Freebee - Woven Hand - Suzanne Vega & Band - Jaga Jazzist - Boz Scaggs - Postmen - Twinemen - Stereo Mc’s - Joe Jackson Band - Totonho E Os Cabra - Sidestepper - Toots & The Maytals - Bembeya Jazz - Macaco - Bonnie Raitt & Band
2004
Under Byen - Macy Gray & Band - Patti Smith & Band - Monsoon - The Soledad Brothers - Pinback - Keziah Jones & Band - Steel Pulse - Heather Nova - Elvis Costello - Ozomatli - Dj Dolores & Aparelhagem - The Heritage Of Batata - Misty In Roots - Zap Mama - Sergent Garcia
2005
| vrijdag 8 juli  | Fun Lovin' Criminals The Frames Madrugada Diefenbach                                                                                    |
| zaterdag 9 juli | Asian Dub Foundation Bonnie Billy + Matt Sweeney Admiral Freebee The Presidents of the United States of America Babylon Circus Zuco 103 |
| zondag 10 juli  | Lauryn Hill Transglobal Underground Gabriel Rios Wunmi Konono Nº1 Youngblood Brass Band                                                 |

2006
| vrijdag 7 juli  | The Wailers Garland Jeffreys The Proclaimers Absynthe Minded                                                            |
| zaterdag 8 juli | Gnarls Barkley The Tragically Hip Rufus Wainwright Buffalo Tom An Pierle & White Velvet Groundation Members of Marvelas |
| zondag 9 juli   | Bajofondo Tango Club Erykah Badu David Gray Steel Pulse Zita Swoon Tiken Jah Fakoly Marcelo D2                          |

2007
| vrijdag 6 juli  | The Waterboys Cake Soulsavers & Mark Lanegan José Gonzalez Mintzkov                                            |
| zaterdag 7 juli | Ozark Henry Gotan Project Mogwai Horace Andy & The Dub Asante Band The Rakes ILikeTrains Archie Bronson Outfit |
| zondag 8 juli   | The Flaming Lips Gabriel Rios Tom McRae Buffalo Tom The Congos Ojos De Brujo Tokyo Ska Paradise Orchestra      |

2008
| vrijdag 11 juli  | The B-52's Gabriel Rios featuring Jef Neve & Kobe Proesmans Brooklyn Funk Essentials Sharon Jones & The Dap Kings                           |
| zaterdag 12 juli | Starsailor Arno Dinosaur Jr. The Cinematic Orchestra Pinback Tinariwen Saul Williams Headphone                                              |
| zondag 13 juli   | Youssou N'Dour Bootsy Collins & The Hardest Working Band Sophia The Kills Arsenal Shantel & Bucovina Club Orkestar Devotchka Phosphorescent |

2009
| vrijdag 10 juli  | Tracy Chapman & Band Michael Franti & Spearhead Bunny Wailer & Band Selah Sue                                                           |
| zaterdag 11 juli | Paul Weller Novastar The Gutter Twins Cold War Kids Joan As Police Woman The Black Box Revelation 65daysofstatic Joe Gideon & The Shark |
| zondag 12 juli   | Jamie Lidell Lamb Calexico The Magic Numbers !!! The Notwist Babylon Circus Mono                                                        |

2010
| vrijdag 9 juli   | David Gray Regina Spektor Absynthe Minded Ghinzu I Am Kloot                                                                                   |
| zaterdag 10 juli | Jamie Lidell Elvis Costello & The Sugarcanes K's Choice Balkan Beat Box José James Black Mountain Little Dragon Balthazar                     |
| zondag 11 juli   | Macy Gray Tori Amos Admiral Freebee Seun Kuti & Egypt '80 Heavy Trash feat. Jon Spencer Alela Diane Fiction Plane The Low Frequency in Stereo |

2011
| vrijdag 8 juli  | Bryan Ferry KT Tunstall Isobel Campbell & Mark Lanegan Kate Nash Lady Linn & Het Magnificent Seven                        |
| zaterdag 9 juli | Lamb Hooverphonic Lyle Lovett & His Acoustic Group Triggerfinger Janelle Monáe Cold War Kids Keziah Jones Fool's Good     |
| zondag 10 juli  | Mogwai Arsenal Iron and Wine Gentleman & The Evolution Joan As Police Woman Staff Benda Bilili Junip Intergalactic Lovers |

2012
| vrijdag 6 juli  | Razorlight The Ting Tings Emiliana Torrini Shantel & Bucovina Club Orkestar Trixie Whitley Vintage Trouble                                                    |
| zaterdag 7 juli | Yeasayer John Hiatt & The Combo Black Box Revelation Grant Lee Buffalo Zita Swoon Group Low CW Stoneking & Primitive Horn Orchestra Kurt Vile & The Violators |
| zondag 8 juli   | Daniel Lanois Chris Cornell The Kills Absynthe Minded Blonde Redhead Aloe Blacc Woven Hand SX                                                                 |

2013
| vrijdag 12 juli  | Hooverphonic Thurston Moore & Chelsea Light Moving DAAN Pinback Blaudzun          |
| zaterdag 13 juli | Ozark Henry Calexico Bonnie Raitt Michael Kiwanuka The Ravonets Ghostpoet Isbells |
| zondag 14 juli   | dEUS Beach House Balthazar The Tallest Man on Earth SX Portico Quartet Terakaft   |

2014
| zaterdag 12 juli | Selah Sue Arsenal Jamie Woon Admiral Freebee M. Ward The Notwist Coely Champs                                               |
| zondag 13 juli   | Caribou The Afghan Whigs Mark Lanegan Band Intergalactic Lovers Conor Oberst & Dawes School is Cool Bombino Jungle By Night |
| maandag 14 juli  | Massive Attack Mogwai Banks Austra                                                                                          |

2015
| vrijdag 10 juli  | Grace Jones Goose Gabriel Rios Perfume Genius Jake Isaac                                                                          |
| zaterdag 11 juli | Balthazar John Hiatt Jessie Ware Black Rebel Motorcycle Club Sohn Mop Mop featuring Anthony Joseph Het Zesde Metaal Timber Timbre |
| zondag 12 juli   | dEUS The Kooks Thurston Moore Anna Calvi James Vincent McMorrow Two Gallants Benjamin Clementine Dans Dans                        |

2016
| vrijdag 8 juli  | Warhola Tourist LeMC Calexico Black Box Revelation Wilco                                                                                   |
| zaterdag 9 juli | Eefje de Visser Flying Horseman Daniel Norgren Black Mountain Laura Mvula Charles Bradley & His Extraordinaires Gregory Porter Damien Rice |
| zondag 10 juli  | Mbongwana Star Oddisee & Good Compny Chronixx Goat Kurt Vile & The Violators SX The Cinematic Orchestra Air                                |

2017
| vrijdag 7 juli  | Tamino Het Zesde Metaal Michael Kiwanuka Richard Ashcroft Róisín Murphy                                 |
| zaterdag 8 juli | Kelsey Lu TaxiWars Coely Rhye Millionaire Steve Winwood Jamie Lidell & The Royal Pharaohs Kaiser Chiefs |
| zondag 9 juli   | Newmoon Kevin Morby The Temper Trap Local Natives Sophia Warhaus Explosions in the Sky Goose            |

2018
| vrijdag 13 juli  | Douglas Firs Jasper Steverlinck Buffalo Tom Lamb Triggerfinger                                   |
| zaterdag 14 juli | Témé Tan Her Tune-Yards Intergalactic Lovers Sampha Charlotte Gainsbourg Arsenal Emeli Sandé     |
| zondag 15 juli   | The Mystery Lights Ryley Walker & Band Suuns Strand of Oaks Goldfrapp Slowdive Mogwai Nils Frahm |

2019
| vrijdag 13 juli  | Eliza Faces On TV SX Goose Oscar and the Wolf                                                                  |
| zaterdag 14 juli | Reena Riot Rolling Blackouts C.F. Omar Souleyman Whispering Sons Dead Man Ray Cat Power Joe Jackson Bloc Party |
| zondag 15 juli   | Boy Azooga Aldous Harding MONO Parquet Courts Neneh Cherry Band of Horses Trixie Whitley dEUS                  |

2020
De editie van 2020 ging niet door vanwege Covid-19. Op 18 februari 2020 werden de eerste namen bekend gemaakt, namelijk voor vrijdag 10 juli Balthazar, voor zaterdag 11 juli Het Zesde Metaal, Black Box Revelation en Eefje De Visser en voor zondag 12 juli Zwangere Guy. Op 27 februari werden voor vrijdag 10 juli Compact Disk Dummies en Hot Chip en voor zondag 12 juli White Lies en The Tallest Man On Earth bekend gemaakt. Op 5 maart wordt Ben Harper & The Innocent Criminals toegevoegd aan de affiche voor zaterdag 11 juli. Op 15 april maakt men bekend dat het Cactusfestival voor het eerst in 39 jaar niet doorgaat. Vanaf 26 mei krijgt iedereen die al een ticket kocht het volledige bedrag terugbetaald.
2021
De editie van 2021 ging niet door vanwege Covid-19. Oorspronkelijk was het festival gepland op vrijdag 9, zaterdag 10 en zondag 11 juli 2021. Op 27 april 2021 bericht men dat het Cactusfestival 2021 wordt uitgesteld naar vrijdag 8, zaterdag 9 en zondag 10 juli 2022. Er was nog geen enkele naam bekend gemaakt. De ticketverkoop was nog niet gestart.
2022
| vrijdag 8 juli  | Tamikrest Meskerem Mees Intergalactic Lovers Robert Plant & Alison Krauss (afgelast net voor het concert) Belle And Sebastian |
| zaterdag 9 juli | K.Zia Sylvie Kreusch De Jeugd Van Tegenwoordig Coely Oh Wonder White Lies Ben Harper & The Innocent Criminals Franz Ferdinand |
| zondag 10 juli  | Traams vervangen door PVA Nordmann Arab Strap Blackwave. The Tallest Man On Earth Supergrass Richard Hawley Balthazar         |

2023
| vrijdag 7 juli  | Arsenal Goose Charlotte Adigéry & Bolis Pupul Goldband Aili                                           |
| zaterdag 8 juli | The Libertines Madrugada The Vaccines The Haunted Youth MEROL Portland High Hi                        |
| zondag 9 juli   | Tamino Róisín Murphy Kurt Vile & The Violators Kim Gordon The Comet Is Coming Shame Slow Crush Tsar B |

2024
| vrijdag 12 juli  | Kids with Buns Compact Disk Dummies De Jeugd van Tegenwoordig Brihang Bazart                                                       |
| zaterdag 13 juli | BLUAI Ão BEAK> vervangen door The Murder Capital Whispering Sons Het Zesde Metaal Patti Smith Quartet Warhaus Brittany Howard      |
| zondag 14 juli   | Demob Happy Waxahatchee Admiral Freebee Anna Calvi J. Bernardt Unknown Mortal Orchestra Cat Power Sings Dylan '66 The War On Drugs |

2025
| vrijdag 11 juli  | Warmduscher Merol Bolis Pupul Glints Johnny Marr 2 Many DJs (Live)                                                              |
| zaterdag 12 juli | Sophye Soliveau Big Special The Bony King of Nowhere Minyo Crusaders Kae Tempest Sylvie Kreusch Slowdive The Black Keys         |
| zondag 13 juli   | Porcelain id The Mystery Lights King Hannah Nubiyan Twist Daan Richard Hawley Eefje de Visser dEUS (play 'Worst Case Scenario') |